# Batalla de Friedland
La batalla de Friedland fue un enfrentamiento bélico entre Francia y Rusia que tuvo lugar el 14 de junio de 1807, y que tuvo como resultado la victoria de las tropas francesas del emperador Napoleón I de Francia sobre las tropas rusas del general Bennigsen en el contexto de las campañas de la Cuarta Coalición, donde las tropas francesas buscaron destruir la fuerza militar rusa que aun pudiese intervenir en auxilio de Prusia, que había sido derrotada decisivamente en Jena en octubre de 1806. Tras ocupar rápidamente la Polonia prusiana y rusa, las tropas francesas habían buscado destruir la resistencia rusa en la Batalla de Eylau pero sin éxito, por lo cual acabado el invierno boreal se hacía preciso reiniciar la campaña contra los rusos que acudían al territorio de Prusia Oriental.

## Antecedentes
Las tropas rusas ocupaban gran parte de Prusia Oriental, tras haber sido expulsadas de Polonia durante la ofensiva francesa de fines de 1806, siendo que los combates de Eylau no habían satisfecho a ninguno de los dos bandos. No obstante, las fuerzas rusas del general Bennigsen aun se hallaban listas para luchar y procedieron a avanzar contra los franceses que también retomaban su ofensiva dirigidos personalmente por Napoleón I.
Los rusos habían conducido a lo largo del día 13 de junio a la caballería francesa desde Friedland hacia el oeste, y el cuerpo principal de las fuerzas de Bennigsen iniciaron la ocupación de la villa durante la noche. La masa de soldados franceses se hallaba en movimiento hacia Friedland, pero aún muy dispersa a lo largo de varias rutas, y en la primera etapa del enfrentamiento fue, como era usual, un choque espontáneo.

## La batalla
Los cuerpos de ejército del mariscal francés Jean Lannes, como guardia de avanzada, fueron los primeros en entrar en combate contra los rusos, en el bosque de Sortlack y frente a Posthenen (2:30 a 3:00 del día 14). Ambas partes usaban ahora su caballería para cubrir la formación de las líneas de batalla, y la carrera entre escuadrones rivales por la posesión de Heinrichsdorf terminó a favor de los franceses de Grouchy.
Las fuerzas de Lannes, al mismo tiempo, luchaban duramente por contener a los rusos de Bennigsen, ante el temor de Napoleón de que los rusos pudieran evadirse de nuevo. En realidad, sobre las 6:00, Bennigsen tenía unos 50 000 rusos a lo largo del río y formando en el oeste de Friedland, con su infantería formada en dos líneas, y la artillería extendiéndose entre la carretera de Heinrichsdorf-Friedland y los meandros superiores del río. Más allá del ala derecha de la infantería rusa, la caballería y los batallones cosacos se extendían por la línea del bosque noreste de Heinrichsdorf, y pequeños cuerpos de cosacos penetraban hasta Schwonau. El ala izquierda rusa también tenía algo de caballería y, más allá del Alle se habían traído baterías artilleras para cubrirles. Se produjo entonces un fuerte aunque poco concluyente combate en el bosque de Sortlack entre las fuerzas guerrilleras rusas y algunas tropas francesas enviadas por Lannes.
La cabeza de las tropas francesas y polacas del general Mortier hicieron su aparición en Heinrichsdorf, y los cosacos fueron expulsados de Schwonau. Lannes sostuvo a sus propias tropas, y cuando Napoleón llegó a mediodía, había 40 000 tropas francesas en el lugar de la acción. sus órdenes fueron breves: las tropas de caballería de Ney debían tomar la línea entre Postlienen y el bosque de Sortlack; el grupo de Lannes debía acercarse por su izquierda para formar el centro; los hombres de Mortier formarían en Heirichsdorf el ala izquierda, y el primer cuerpo del general Victor y la Guardia Imperial serían emplazadas en reserva tras la localidad de Posthenen. La caballería francesa fue entonces reagrupada en Heirichsdorf, y el ataque principal francés se centró contra el centro de las líneas rusas que Napoleón pensaba poder atrapar en la estrecha franja de terreno entre el río Alle y el molino de Posthenen. Se añadieron además tres divisiones de caballería a la reserva general francesa.

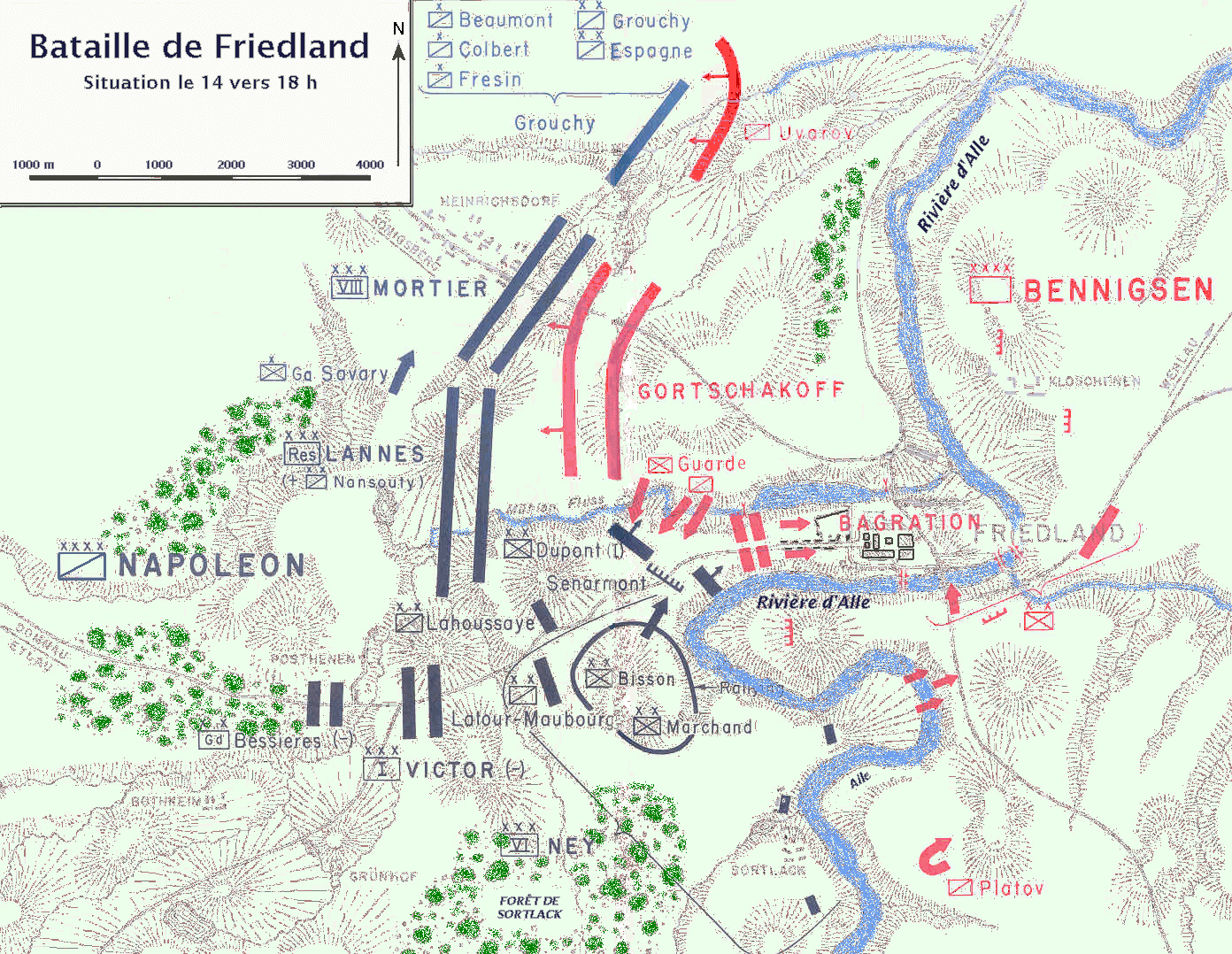
Plano del campo de batalla.

El curso de las operaciones anteriores habían provocado que ambos ejércitos tuvieran aún grandes cantidades de elementos retrasados hacía Königsberg. Bonaparte necesitó toda la tarde para formar a las recién llegadas tropas, cubriendo el despliegue con bombardeo artillero; a las 17:00 todo estaba listo, y Ney, precedido por un potente fuego de artillería, cargó con rapidez sobre el bosque de Sortlack. El ataque presionó a los rusos hacia el Alle. Una de las divisiones de Ney, comandada por Marchand, llevó a parte del ala izquierda rusa hasta el río en Sortlack. Una furiosa carga de caballería rusa contra el cuerpo francés a la izquierda, mandado por Marchand, fue repelida por la división de dragones de Latour-Maubourg.
Muy pronto, los soldados rusos se hallaban amontonados en los meandros del Alle, un blanco fácil para los cañones de Ney y de la reserva. El ataque de los escuadrones de Ney finalmente se detuvo; la caballería de reserva de Bennigsen cargó entonces con gran efecto y les hizo retroceder en desorden. Como en Eylau, la llegada de la noche parecía el preludio de una decisiva victoria, pero en el verano de junio, y con un suelo firme, la movilidad francesa reafirmó su valor. Las divisiones de infantería de Dupont avanzaron con rapidez desde Posthenen; las divisiones francesas de caballería empujaron a los escuadrones rusos hacia las ahora congestionadas filas rusas junto al río, y finalmente, el general de artillería Sénarmont hizo avanzar a una gran cantidad de cañones para batirlas.
Fue este el primer ejemplo de los terribles efectos de la artillería en la guerra moderna, y las defensas rusas se desmoronaron en pocos minutos. La exhausta infantería de Ney pudo perseguir a los destrozados regimientos de Bennigsen por las calles de Friedland. Las tropas de Lannes y Mortier contuvieron durante todo este tiempo al centro y al flanco derecho ruso en el terreno, y su artillería les causó severas pérdidas. Cuando la misma Friedland estuvo a tiro, los dos mariscales lanzaron al ataque a sus infanterías. Tropas francesas de refresco entraron en el campo de batalla. La división Dupont se distinguió por segunda vez vadeando el molino e invadiendo el flanco izquierdo del centro del ejército ruso. Este ofreció una obstinada resistencia, pero los franceses les forzaron paulatinamente a retroceder, y la batalla estuvo pronto decidida.
Las pérdidas rusas en la retirada por el río en Friedland fueron muy grandes, y muchos soldados murieron ahogados. Las tropas del norte, aún intactas, se retiraron por la carretera de Allenburg; la caballería francesa del ala izquierda, aunque con órdenes de perseguirles, por alguna razón permanecieron inactivas. Las pérdidas reconocidas del bando victorioso fueron de 12 100, un 14 % de los 86 000 hombres disponibles, mientras los rusos tuvieron 10 000 muertos de los 46 000 (21 %)